# Ticuantepe
Ticuantepe è un comune del Nicaragua facente parte del dipartimento di Managua.